# Argolis
Der Regionalbezirk Argolida (griechisch Περιφερειακή Ενότητα Αργολίδος Periferiakí Enótita Argolídos, älter auch Argolis Αργολίς (f. sg.)) ist eine Landschaft auf der griechischen Halbinsel Peloponnes. Bereits in der Antike hatte das Territorium der Stadt Argos diesen Namen. Die antike Argolis war eines der wichtigsten Zentren der Mykenischen Kultur, deren archäologische Stätten (vor allem Mykene und Tiryns) zusammen mit Epidauros zu den griechischen Hauptsehenswürdigkeiten der Argolis gehören. Nach der Griechischen Revolution beherbergte die Argolis mit der Stadt Nafplio von 1829 bis 1834 die griechische Hauptstadt; später war Nauplia lange Zeit der Verwaltungssitz der Präfektur Argolis. Seit 2011 bildet die Argolis einen Regionalbezirk (gr. Periferiaki Enotita) der Region Peloponnes, der acht Abgeordnete in den Regionalrat entsendet, darüber hinaus aber keine politische Bedeutung hat.

## Geographie
Man nennt die Argolis auch den Daumen der peloponnesischen Hand. Sie liegt zwischen dem Saronischen Golf und dem Argolischen Golf im Nordosten der Peloponnes. Sie besteht im Kern aus dem Schwemmland des Flusses Inachos, das landwirtschaftlich durch den Anbau von Getreide, Oliven, Wein und Zitrusfrüchten bedeutend ist. Mit ihm zählt die Argolis zu den fruchtbarsten Gebieten der Peloponnes. Diese Ebene wird von Gebirgen umrahmt, die die Argolis westlich von Arkadien und nördlich von Korinthia abgrenzen. Im Osten erstreckt sich die ebenfalls bergige argolische Halbinsel, zu der an der Ostküste die alte Landschaft Epidauria und im Süden die Landschaft und Gemeinde Ermionida gehören, die ebenfalls Teil des Regionalbezirks sind. Die eigentlich argolischen Inseln Spetses und Hydra sowie die Landschaft Trizinia sind heute Teil der Region Attika. 

### Gliederung
Der Regionalbezirk Argolida gliedert sich in die Gemeinden Argos-Mykene, Epidavros, Ermionida und Nafplio.

## Geschichte
In der Argolis liegt mit Lerna eine der ältesten Siedlungen auf dem griechischen Festland, die bereits in der Jungsteinzeit besiedelt war und vor allem während des Frühhelladikums (3. Jahrtausend v. Chr.) bedeutend war. Argos gilt als älteste ununterbrochen besiedelte Stadt Europas. In der späten Bronzezeit entstanden in Mykene, Midea und Tiryns große Residenzen, von denen in der zweiten Hälfte des 13. Jahrhunderts Mykene und Tyrins stark befestigt wurden. In Berbati existierten Produktionsstätten, in denen vor allem bemalte mykenische Tongefäße hergestellt wurden, die durch Handel in viele Regionen des Mittelmeerraums gelangten. In der Antike war die Argolis auch für ihre Pferdezucht berühmt: Im 8. vorchristlichen Jahrhundert nannte Homer sie in seinen Epen „Rosse nährend“.

## Verkehr
Die Argolis ist durch die A 7, die den Nordwesten des Bezirks durchquert, an das griechische Autobahnnetz angeschlossen.
Wichtige Verkehrsadern für den Autoverkehr sind außerdem die Nationalstraßen 7 und 70. Der einzige größere Hafen ist der der Stadt Nafplio. Die nächsten auch international genutzten Flughäfen sind der Flughafen Kalamata (ca. 125 km entfernt) und der Flughafen der Hauptstadt Athen in rund 170 km Entfernung.

## Tourismus
Zu den bedeutenden Touristenzielen der Argolis gehören unter anderem drei UNESCO-Weltkulturerbe-Stätten, nämlich die Ausgrabungen von Mykene, Tiryns und Epidauros sowie Lerna und das Heraion von Argos. Ein klassischer Badeort ist Tolo am Argolischen Golf, ebenfalls besucht werden die ehemaligen Fischerorte Ermioni und Palea Epidavros.